# Minerva (F 562)
Nave Minerva è stata una corvetta cacciasommergibili della Regia Marina e della Marina Militare.

## Costruzione
La sua costruzione è avvenuta nel cantiere navale di Monfalcone dove il suo scafo venne impostato il 24 febbraio 1942. L'unità, varata il successivo 6 novembre, è entrata in servizio il 25 febbraio 1943. La nave aveva un dislocamento di circa 670 tonnellate, lunga 64,4 metri e larga 8,7 metri, con un pescaggio volutamente scarso di poco meno di 2,8 metri. Caratteristica più evidente era, come in tutte le Gabbiano, l'alto castello di prua che si estendeva per circa 34 metri sino a centro nave e che proseguiva per altri 12 metri verso poppa in una stretta tuga. La compatta sovrastruttura principale, l'albero maestro e l'unico fumaiolo erano concentrati pressoché a centro nave; a poppavia di questi, sulla tuga, trovavano spazio le piattaforme dei complessi binati antiaerei da 20 millimetri. Tutto lo scafo era realizzato in acciaio ad alta resistenza, mentre le sovrastrutture erano in lega leggera di alluminio allo scopo di migliorare la stabilità della nave.

## Attività bellica
Entrata in servizio quasi alla fine dell’inverno 1943, al comando del tenente di vascello Mario Baroglio, dopo un periodo di esercitazioni e addestramenti preliminari, all’inizio dell’estate venne trasferita a La Maddalena, inquadrata nella 2ª Squadriglia Corvette dipendente dal VII Gruppo antisommergibile.

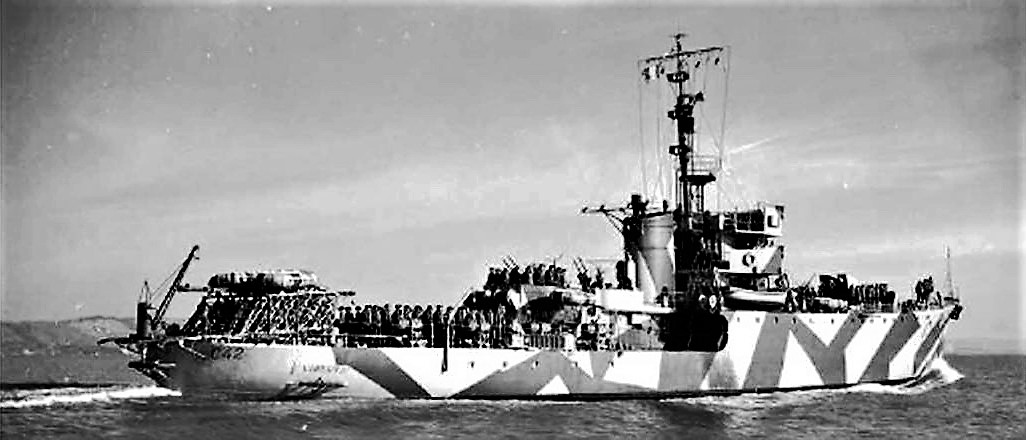
La nave in navigazione durante il conflitto

Nei tre mesi che seguirono svolse attività bellica di scorta ai convogli e caccia antisommergibile nelle acque dell’Alto Tirreno e della Sardegna. Tra le azioni di guerra, il 14 agosto 1943, durante un pattugliamento nei pressi di Bastia, insieme alla gemella Euterpe avvistato il sommergibile inglese HMS Saracen lo attaccarono utilizzando bombe di profondità. Il battello inglese danneggiato fu costretto a riemergere e l'equipaggio inglese, nell'abbandonarlo, lo affondò per evitarne la cattura.
All'armistizio dell'8 settembre 1943 l’unità si trovava in porto a La Maddalena e, obbedendo agli ordini, il giorno successivo si trasferì a Portoferraio, dove, in seguito alla proclamazione dell’armistizio confluirono alcune unità del comando superiore delle siluranti, proseguendo poi per Palermo dove giunse il 12 settembre e poi per Malta dove giunse il 20 settembre per consegnarsi agli Alleati. Dopo pochi giorni d’internamento la nave rientrò a Taranto il 6 ottobre.
Durante il conflitto le missioni di guerra fino al giorno dell’armistizio erano state 51, per un totale di 6.363 miglia percorse e 517 ore di moto.
Nel periodo della cobelligeranza, che si protrasse fino al termine delle ostilità nell’aprile 1945, la nave venne impegnata per la scorta di convogli alleati, particolarmente sulle rotte Taranto-Augusta, Augusta-Napoli, Napoli-Civitavecchia-Portovecchio e poi Brindisi-Ancona-Venezia.
Durante il periodo della cobelligeranza la nave venne ritinteggiata secondo le norme in uso tra gli alleati con lo scafo grigio scuro e le sovrastrutture grigio celestino.

## Servizio nella Marina Militare
Al termine del conflitto, la nave, entrata a far parte della Marina Militare,  passata alle dipendenze del Comando Superiore delle Siluranti, venne inviata a Taranto per un periodo di circa quattro mesi di lavori di manutenzione.
Sbarcato l’armamento antisommergibile ed imbarcate le apparecchiature per il dragaggio, venne assegnata per il 1946 al Gruppo Dragaggio di stanza a Civitavecchia.
.
Nel 1947 passò alle dipendenze della IIIª Divisione Navale, facendo parte della Iª Flottiglia Corvette e, inviata a La Spezia per un ciclo di lavori presso l'arsenale della durata di quattro mesi. Nel corso di questo ciclo di lavori l'unità venne sottoposta al rifacimento della plancia di comando, le mitragliere binate Breda 20/65 Mod. 1935 sostituite con un complesso binato Bofors 40 mm, venne estesa la scudatura del cannone da 100/47 per migliorare la protezione del personale e venne dotata di radar a cassetta SO 13, installato sulla testata dell’albero. Al termine la nave proseguì ad essere impiegata in attività di dragaggio con base a Talamone e Portoferraio. Nel 1949 passò a dragare le coste della Sardegna operando da Cagliari e da Carloforte e nell’agosto 1949 si trasferì a Venezia contribuendo attivamente alla bonifica dell’Alto Adriatico.
Da gennaio 1950 l’attività della nave riprese l’andamento normale del tempo di pace. L’unità entrò a far parte della Flottiglia della Scuola Comando, ancora di stanza a Taranto, partecipando a moltissime sessioni, attività interrotta saltuariamente per i numerosi cicli di lavori a cui è stata sottoposta. 
Il distintivo ottico, che durante la seconda guerra mondiale era C42 nel primo periodo del dopoguerra divenne Mi e con l'entrata dell'Italia nella NATO F 562.
Nel corso di un secondo ciclo di estesi lavori, svolto tra il 1952 e il 1954 venne sbarcato il cannone prodiero da 100/47 sostituito da una mitragliera Bofors portando a tre i pezzi di questo calibro a completare la componente antiaerea e a proravia del cannone prodiero venne installato un lanciarazzi antisommergibile Hedgehog Mark 15 con rosa circolare montato su piattaforma brandeggiabile denominato porcospino; completavano la componente antisommergibile quattro lanciabombe pirici Menon, sistemati a poppa due per ciascun lato e due scaricabombe Gatteschi. Successivamente il radar a cassetta SO 13 venne sostituito con un più moderno radar SMA MM/SPQ-2 e il porcospino tipo Mark 15 sostituito dal tipo Mark 10 con rosa ellittica; venne anche sostituito lo scaricabombe Gatteschi con due tramogge I.M.N. con sei bombe torpedini Mk 6 ciascuno, che vennero collocati ad estrema poppa. 
Dopo essere passata nel 1954 alla Iª Divisione Navale, ha fatto parte della 6ª e dell’8ª Squadriglia corvette.
Per un breve periodo dall’ottobre 1956 al 1º febbraio 1957, passata alle dipendenze del Comando 2ª Flottiglia Navi Scorta, venne impiegata come Nave Scuola ecogonometristi a Taranto.
Dal settembre 1962 ha lasciato definitivamente la Flottiglia Scuola Comando per passare alle dipendenze dell Comando del I Gruppo Navale Costiero, con base ad Ancona, e impiegata per compiti vari nell’Adriatico.
Andata in disarmo il 1º luglio 1969, fu successivamente radiata e demolita.